# John Ashcroft
John David Ashcroft (Chicago, 9 de maio de 1942) é um político norte-americano do Missouri, foi senador pelo Missouri entre 1995 a 2001, procurador-geral dos Estados Unidos entre 2001 a 2005, foi governador do Missouri entre 1985 a 1993, procurador do Missouri entre 1977 a 1985, e foi auditor do Missouri entre 1973 a 1974.
É criador de três livros: On My Honor, The Beliefs that Shape My Life and Never Again e Securing America and Restoring Justice.
Durante seu mandato como governador, as vagas nas cadeias subiram de 9 mil em 1983, para 15 mil em 1993, o crime de adolescente subiram 16%, o número de agentes de justiça entre 1985 a 1993, subiram 63%.